# Hertzsprung (krater księżycowy)
Hertzsprung – krater uderzeniowy położony na niewidocznej z Ziemi stronie Księżyca, za zachodnim krańcem jego tarczy widzianej z Ziemi. Jego rozmiary są większe niż rozmiar kilku mniejszych mórz księżycowych.
Hertzsprung leży na północno-zachodnim brzegu Mare Orientale. Sąsiednie kratery to Michelson za północno-wschodnim krańcem pierścienia krateru Hertzsprung, Vavilov po zachodniej stronie pierścienia, oraz Lucretius nieco dalej na południowy wschód.
Łańcuch gór pierścieniowych krateru Hetrzsprung został rozerwany kolejnymi uderzeniami meteorytów, które utworzyły mniejsze, satelickie kratery, największe z nich wymieniono powyżej. Łańcuch małych kraterów, określanych mianem Catena Lucretius, zaczyna się przy południowo-wschodnim brzegu i biegnie w kierunku północno-zachodnim do czasu gdy łączy się z granicą wewnętrznego basenu. Ten wewnętrzny obszar jest mniej górzysty niż północna część i jest otoczona przez kolistą krawędź. Wewnątrz krateru również znajduje się kilka kraterów, wliczając w to Hertzsprung D wzdłuż wschodniej części i Hertzsprung S na zachodniej stronie.
Równik Księżyca przecina krater Hertzsprung, przechodząc na południe od jego środka.

## Satelickie kratery
| Hertzsprung | Szerokość | Długość  | Średnica |
| ----------- | --------- | -------- | -------- |
| D           | 3,3° N    | 125,4° W | 45 km    |
| H           | 1,3° N    | 124,4° W | 21 km    |
| K           | 0,5° S    | 127,6° W | 27 km    |
| L           | 0,4° N    | 127,8° W | 33 km    |
| M           | 7,5° S    | 128,9° W | 36 km    |
| P           | 0,0° N    | 129,3° W | 22 km    |
| R           | 0,1° S    | 131,8° W | 33 km    |
| S           | 0,6° N    | 132,5° W | 47 km    |
| V           | 5,2° N    | 133,3° W | 39 km    |
| X           | 3,8° N    | 129,1° W | 24 km    |
| Y           | 8,8° N    | 131,2° W | 23 km    |